# شاهن باغداساروف
شاهن باغداسارویچ باغداساروف (ارمنی: Շահեն Բաղդասարովիչ Բաղդասարով؛  زاده ۲۵ نوامبر ۱۹۱۶ - درگذشته ۱۱ ژوئیهٔ ۲۰۱۷ زمین‌شناس و استاد اهل ارمنستان بود.

## زندگی‌نامه
وی در ۲۵ نوامبر ۱۹۱۶ در فرغانه به دنیا آمد و از دانشگاه دولتی اکتشافات زمین‌شناسی روسیه فارغ‌التحصیل گشت. وی همچنین برنده جوایزی همچون نشان پیش‌کسوت کار، مدال بزرگداشت ۸۵۰مین سالگرد مسکو، نشان شایستگی نبرد مدال به خاطر پیروزی مقابل آلمان در جنگ بزرگ میهنی (۱۹۴۵–۱۹۴۱) نشان جنگ میهنی (درجه یک) شد. وی در ۱۱ ژوئیهٔ ۲۰۱۷ در سن ۱۰۰ سالگی در مسکو درگذشت.

## یادداشت
1. ↑  երկրաբանահանքաբանական գիտությունների թեկնածու
2. ↑  համալսարանի դասախոս
3. ↑  Երկրաբանական որոնում և հետախուզություն
4. ↑  Սերգո Օրջոնիկիձեի անվան ռուսական պետական երկրաբանական հետախուզական համալսարան
5. ↑  Հանքային հումքի համամիութենական գիտահետազոտական ինստիտուտ